# Mormo virgata
Mormo virgata är en fjärilsart som beskrevs av Tutt 1892. Mormo virgata ingår i släktet Mormo och familjen nattflyn. Inga underarter finns listade i Catalogue of Life.